# Postdampschiff Adler
För postångaren och örlogsfartyget Preussischer Adler, se SMS Preussischer Adler
Postdampschiff Adler var en tysk postångare som gick på en trad mellan Ystad och Rügen i Preussen. Hon byggdes på Karlskrona örlogsvarv för Die Preussische Postverwaltung för postbefordran över Östersjön. Hon togs i tjänst den 1 maj 1824. Adler byggdes samtidigt på Karlskrona örlogsvarv med systerfartyget Constitution för det svenska Postverket.
Adler var en hjulångare och gick därför inte vintertid. Hon ersattes då av de tidigare seglande postjakterna. Förutom ångmaskin var hon riggad som en tremastad slätskonare med toppsegel.
Hon ersattes 1841 av den nybyggda och snabbare Postdampschiff Königin Elisabeth, som hade en maskin på 100 hk.